# Rudolf Fueter

Rudolf Fueter (um 1920)

Karl Rudolf Fueter (ausgesprochen [fuətər]; * 30. Juni 1880 in Basel; † 9. August 1950 in Brunnen) war ein Schweizer Mathematiker.

## Leben und Werk
Fueter studierte ab 1898 Mathematik in Basel und ab 1899 an der Universität Göttingen, wo er 1903 bei David Hilbert promoviert wurde (Der Klassenkörper der quadratischen Körper und die komplexe Multiplikation). Danach studierte er weiter in Wien, Paris und London. 1905 habilitierte er sich an der Universität Marburg. 1907 wurde er Professor an der Bergakademie Clausthal und 1908 in Basel. 1913 ging er an die Technische Hochschule Karlsruhe und 1916 an die Universität Zürich. Von 1920 bis 1922 war er dort Rektor.
Fueter beschäftigte sich mit algebraischer Zahlentheorie und Funktionentheorie der Quaternionen. Der Satz von Fueter-Pólya ist mit seinem Namen verbunden.
Er war 1910 einer der Gründer der Schweizerischen Mathematischen Gesellschaft und ihr erster Präsident. Im Zweiten Weltkrieg war er als (Artillerie-)Oberst Leiter der Presseabteilung im schweizerischen Armeeoberkommando, wobei er sich energisch gegen die Nationalsozialisten wandte und die Pressefreiheit verteidigte. Mit Andreas Speiser war er massgeblich an der Herausgabe der Werke Leonhard Eulers beteiligt und ab 1927 Leiter der Euler-Kommission. Er war Herausgeber der Commentarii Mathematici Helvetici. 1936 hielt er einen Plenarvortrag auf dem Internationalen Mathematikerkongress in Oslo (Die Theorie der regulären Funktionen einer Quaternionenvariablen) und 1932 auf dem in Zürich (Idealtheorie und Funktionentheorie). Im Jahr 1932 wurde er zum Mitglied der Leopoldina gewählt. 1949 wurde er als korrespondierendes Mitglied in die Bayerische Akademie der Wissenschaften aufgenommen.
Er war seit 1908 verheiratet und hatte eine Tochter. Er war der Bruder von Eduard Fueter Sr. und der Onkel von Eduard und Heinrich Fueter.

## Schriften (Auswahl)
- Analytische Geometrie der Ebene und des Raumes. Birkhäuser, Basel 1945.
- Synthetische Zahlentheorie. 3. Auflage. De Gruyter, Berlin 1930 (EA 1917).
- Vorlesungen über die singulären Moduln und die komplexe Multiplikation der elliptischen Funktionen. Teubner, Leipzig  1924/27.

1. S. 142, 1924.
2. S. 144–358. 1927.

- Das mathematische Werkzeug des Chemikers, Biologen, Statistikers und Soziologen. Vorlesung über die höheren mathematischen Begriffe in Verbindung mit ihren Anwendungen (= Veröffentlichung der Schweizerischen Mathematischen Gesellschaft. Band 3). 3. Aufl. Orell Füssli, Zürich 1947 (EA 1926).
- Der Klassenkörper der quadratischen Körper und die complexe Multiplication. Dieterich, Göttingen 1903 (zugl. Dissertation, Universität Göttingen 1903).
- Die Theorie der Zahlenstrahlen. Reimer, Berlin 1905 (zugl. Habilitationsschrift, Universität Marburg 1905).